# Sághy Mihály (méhész)
Sági Sághy Mihály (Németújvár, 1820. április 9. – Kámon, 1875. december 5.) méhész, földbirtokos.

## Életpályája
A Vas vármegyei Kámonban volt földbirtokos. Előbb titkára, később elnöke volt a Vas vármegyei gazdasági egyesületnek, valamint tagja a némethoni méhészegyesületnek. 1853-ban elsőként hozta be Magyarországra az olasz méhet. Elsősorban méhészeti cikkeit a következő szaklapok közölték: Bienen-Zeitung-Eichstätt, Gazdasági Lapok, Falusi Gazda, Magyar Gazda, Gyakorlati Mezőgazda stb. 1854 és 1874 között. Munkatársa volt az Egyetemes Magyar Encyclopaediának is. Fia, Saághy István alapította 1891-ben a kámoni arborétumot.

## Írásai
Cikkei a Gazdasági Lapokban (1854. Méhészeti mozgalmak, 1855. Szerény szózat a méhészet köréből, 1857. Javaslat a méhészet ügyében, 1858. Évszaki tudósítások Kámon vidékéről, A méhek ártalmasak-e a szőlőknek?, 1866. Vasmegyei gazdasági egyesület, 1873. Hogy lehet a búzaüszögtől megmenekülni, 1874. Arató és kaszáló gépverseny); a Falusi Gazdában (1856. Néhány szó Pázmány és Reznek urak méhtenyésztése felett, 1857. A méhek teleltetéséről, Adalék a méhészethez, 1858. Adalék a méhek nemeihez, 1859. A kukoricza sortermesztése vetőgép nélkül, 1862. Adalék a méhészethez, Alapszabályok, Rajbefogás, A rajzás előjelei, A gyümölcsfák korai virágzásának meggátlásáról, Szőlőszetünk, 1863. Melyik méhtenyésztési módszer a legjobb?); a M. Gazdában (1860. A méhek első felébredése); a Kertész Gazdában (1866. Méhészeti újabb tapasztalatok, 1873. A magyar méhészeti egyletek képviselése a központban); a Gyakorlati Mezőgazdában (1873. A rozsda, ausztráliai búza és a mezei egerek tárgyában, 1874. Arató- és kaszáló-gép versenyek Sárvárott).

## Munkája
- Munkája: Méhész-naptár. Dzierzon módszere s a bajorhoni méhész ujság után saját tapasztalataival igazolva s kibővítve. Szombathely, 1856.